# Team Esbjerg
Team Esbjerg, duński klub piłki ręcznej kobiet powstały w 1991 r. z bazą w Esbjergu. Klub występuje w GuldBageren Ligaen, najwyższej klasie rozgrywek piłki ręcznej kobiet w Danii.

## Skład
Kadra 2015/16
| Numer | Zawodniczka              | Kraj     | Pozycja      |
| ----- | ------------------------ | -------- | ------------ |
| 1     | Emily Stang Sando        | Norwegia | bramkarz     |
| 5     | Ulrika Toft Hansen       | Szwecja  | obrotowa     |
| 6     | Tove Seest               | Dania    | skrzydłowa   |
| 7     | Maibritt Kviesgård       | Dania    | skrzydłowa   |
| 9     | Rikke Zachariassen       | Dania    | obrotowa     |
| 11    | Laura van der Heijden    | Holandia | rozgrywająca |
| 12    | Filippa Idéhn            | Szwecja  | bramkarz     |
| 15    | Jenny Alm                | Szwecja  | rozgrywająca |
| 18    | Susanne Kastrup Forslund | Dania    | skrzydłowa   |
| 19    | Stine Bodholt Nielsen    | Dania    | obrotowa     |
| 21    | Ida Bjørndalen Karlsson  | Norwegia | rozgrywająca |
| 22    | Betina Riegelhuth        | Norwegia | rozgrywająca |
| 26    | Maria Mose Vestergaard   | Dania    | skrzydłowa   |
| 79    | Estavana Polman          | Holandia | rozgrywająca |